# 自由之日：我们的国防军
《自由之日：我们的国防军》（德語：Tag der Freiheit: Unsere Wehrmacht）是由德國女導演萊尼·里芬斯塔爾于1935年执导的一部黑白紀錄片影片。在希特勒的支持下，它拍攝1935年於紐倫堡的第七届納粹全國黨大會之紀錄片，侧重于德意志國防軍的拍摄。
在第二次世界大战后，《自由之日》曾被丢失过。但在1970年代部分影像被发现，随后完整的28分钟全片被修复好。